# Lonchura griseicapilla
Lonchura griseicapilla là một loài chim trong họ Estrildidae.